# Nucleus (Sonny Rollins)
| Recensione | Giudizio |
| ---------- | -------- |
| AllMusic   |          |

Nucleus è un album in studio del sassofonista jazz statunitense Sonny Rollins, pubblicato dalla Milestone Records nel dicembre del 1975  .

## Tracce
LP (1975, Milestone Records, M-9064)
Lato A
1. Lucille – 6:03 (musica: Sonny Rollins)
2. Gwaligo – 5:56 (musica: Sonny Rollins)
3. Are You Ready? – 4:06 (musica: Sonny Rollins)
4. Azalea – 4:45 (musica: Sonny Rollins)

Lato B
1. Newkleus – 5:13 (musica: Mtume)
2. Cosmet – 7:18 (musica: Sonny Rollins)
3. My Reverie – 7:41 (musica: Larry Clinton; basato sulla composizione "Reverie" di Debussy)

## Musicisti
- Sonny Rollins – sassofono tenore
- Raul de Souza – trombone (eccetto nel brano: B1)
- Bennie Maupin – sassofono tenore (assolo in: A4), clarinetto basso (B3), lyricon (B1), saxello (B2)
- George Duke – pianoforte acustico, pianoforte elettrico, sintetizzatori (ecetto in A3 e A4),
- David Amaro – chitarra (assolo in: A1)
- Black Bird (DeWayne Stephen McKnight) – chitarra (eccetto in: A4 e B3)
- Black Bird (DeWayne Stephen McKnight) – chitarra (assolo in: A2 e A3)
- Chuck Rainey – basso elettrico (A1, A2, A3 e B2)
- Bob Cranshaw – basso elettrico (A4, B1 e B3)
- Eddie Moore – batteria (A1, A2, A3 e B2)
- Roy McCurdy – batteria (A4, B1 e B3)
- Mtume – congas, percussioni (eccetto in: B1 e B3)
- Mtume – chitarra solista (B1)

### Produzione
- Orrin Keepnews – produzione
- Registrazioni (più remixaggio e mastering) effettuate al Fantasy Studios di Berkeley (California), 2-5 settembre 1975
- Eddie Bill Harris – ingegnere delle registrazioni e del remixaggio
- Jackson Schwartz – assistente ingegnere delle registrazioni
- David Turner – mastering
- Phil Carroll – grafica copertina album originale
- Phil Bray – foto copertina album originale [4]